# Brasão de armas do Zimbábue
O brasão de armas do Zimbábue foi adoptado a 21 de setembro de 1981, um ano após a adopção da bandeira nacional. É composto por dois kudus como suportes, assentes num solo terroso onde estão um caule de trigo, uma pilha de algodão e uma maçaroca de milho. Na base está também o listel inscrito com o lema nacional (Unidade, Liberdade, Trabalho). O escudo é verde, com 14 linhas onduladas alternadas de branco e azul (chefe argent). Também no centro do escudo, figura uma representação do Grande Zimbábue. Por detrás do escudo estão um enxada (à esquerda) e uma metralhadora AK-47 (à direita) cruzadas, unidas por fitas de seda verdes e douradas. A estrela vermelha e a Ave de Zimbábue, que também fazem parte da bandeira nacional, formam a crista.

## Significados
Os significados do brasão são os seguintes:
- Kudus: a unidade dos vários grupos étnicos do Zimbábue
- Solo Terroso: a necessidade de providenciar sempre para o povo do Zimbábue
- Lema: a necessidade de manter a unidade nacional e a preservação da liberdade
- Escudo: a fertilidade do solo e da água do país
- Grande Zimbábue: a herança histórica da nação
- Enxada e Metralhadora: a luta pela paz e pela democracia, bem como o orgulho do trabalho-ética do povo do Zimbábue
- Fitas de Seda: o empreendimento nacional financeiro e a proteção da economia
- Estrela Vermelha: esperança no futuro do Zimbábue. Também a natureza revolucionária da tomada de poder de 1980 e a luta por uma sociedade justa e igualitária
- Ave do Zimbábue: identidade nacional